# پادشاهی کنت
پادشاهی کنت (انگلیسی باستان: Cantwara rīce)که امروزه به عنوان پادشاهی کنت شناخته می‌شود، پادشاهی قرون وسطایی اولیه در جنوب شرق انگلستان امروزی بود. از قرن پنجم یا ششم پس از میلاد وجود داشت تا اینکه در اواخر قرن نهم به طور کامل در پادشاهی وسکس و بعداً در اوایل قرن دهم در پادشاهی انگلستان ادغام شد.منطقه کنت در طول قرن چهارم پس از میلاد با حملات مکرر مهاجمان دریایی مواجه شد.پس از پایان حکومت روم در سال ۴۱۰، گروه‌های قبیله‌ای ژرمن بیشتر  به این منطقه نقل مکان کردند، همانطور که شواهد باستان‌شناسی و منابع متنی آنگلوساکسون متأخر گواهی می‌دهند به نظر می رسد که گروه قومی اولیه ای که در این منطقه ساکن شدند، جوت ها بودند: آنها پادشاهی خود را در کنت شرقی تأسیس کردند و ممکن است در ابتدا تحت سلطه پادشاهی فرانک ها بوده باشند. استدلال شده است که یک جامعه ساکسون شرقی ابتدا در کنت غربی ساکن شدند، اما توسط پادشاهی در حال گسترش کنت شرقی در قرن ششم فتح شدند.
اولین پادشاه ثبت شده کنت، اتلبرت بود که ا، در اواخر قرن ششم بر دیگر پادشاهان آنگلوساکسون تأثیر قابل توجهی داشت. مسیحی شدن آنگلوساکسون ها در کنت در زمان سلطنت اتلبرت با ورود راهب آگوستین کانتربری در سال ۵۹۷ میلادی آغاز شد.کنت یکی از هفت پادشاهی آنگلوساکسون بود، اما استقلال خود را در قرن هشتم از دست داد و زیرمجموعه مرسیا شد. در قرن نهم به بخشی از پادشاهی وسکس تبدیل شد و در قرن دهم بخشی از پادشاهی متحد انگلستان شد که تحت رهبری وسکس ایجاد شد.دانش ما در مورد کنت از مطالعه علمی متون آنگلوساکسون متأخر و تاریخ کلیسایی مردم انگلیس، و همچنین شواهد باستان‌شناسی مانند آنچه از گورستان‌ها و سکونتگاه‌های اولیه قرون وسطی به جا مانده است، به دست می‌آید.

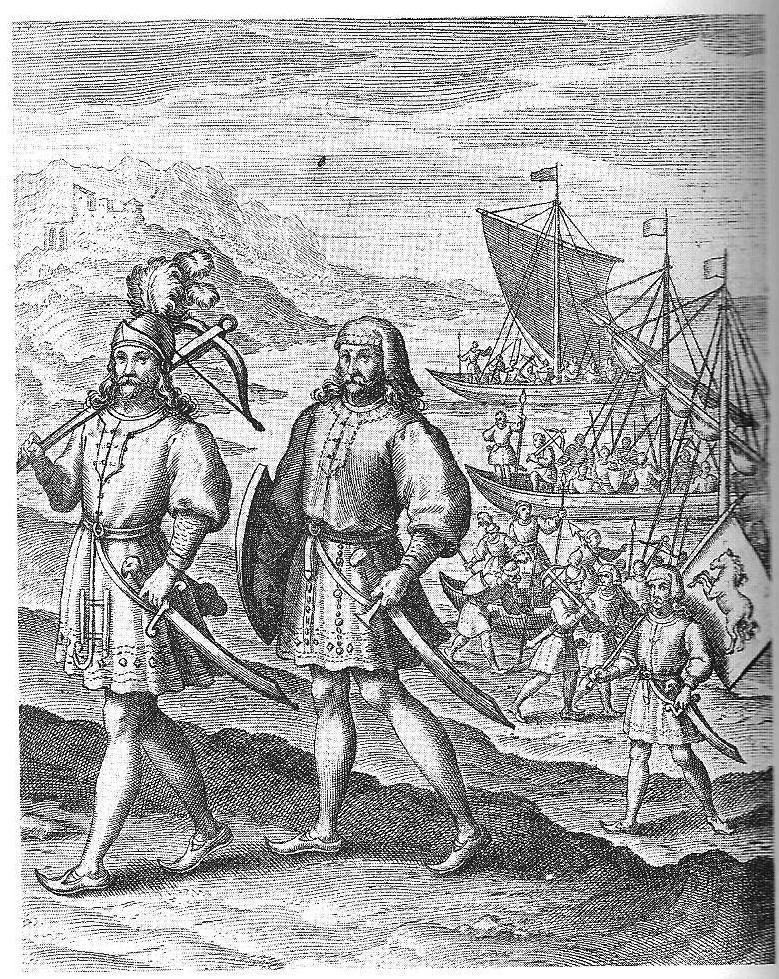
هنگست و هورسا

## دوره رومی-بریتانیایی
منطقه کنت مدرن که در شرق رودخانه مدوی قرار داشت،معروف به کانتیاکا بود.این نام از نام محلی قدیمی‌تر رایج بریتونی، Cantium ("گوشه زمین" یا "زمین در لبه") گرفته شده بود که در عصر آهن پیش از ورود رومیان استفاده می‌شد، اگرچه قابل ذکر است که وسعت این منطقه قبیله‌ای ناشناخته است.
در اواخر قرن سوم و چهارم، بریتانیا رومی بارها توسط فرانک ها، ساکسون ها، پیکت ها و اسکاتلندی ها مورد حمله قرار گرفته بود. به‌عنوان نزدیک‌ترین بخش بریتانیا به اروپا، احتمال می‌رود که کنت حملات زیادی را از سوی مهاجمان دریانورد تجربه کرده باشد که منجر به ساخت چهار قلعه ساحلی ساکسون در امتداد سواحل کنت شد: همچنین این احتمال وجود دارد که مزدوران آلمانی زبان از شمال گل، برای تکمیل نیروهای رسمی روم در این دوره استخدام شده باشند.این فدراتی ها در فرهنگ رومی-بریتانیایی ادغام می شدند و تمایز آنها از نظر باستان شناسی دشوار است.
شواهدی وجود دارد که در طول قرن چهارم و اوایل قرن پنجم، ویلاهای روستایی رها شدند، که نشان می‌دهد نخبگان رومی-بریتانیایی در حال حرکت به سمت امنیت نسبی مراکز شهری مستحکم بودند. با این حال، مراکز شهری نیز شاهد افول بودند. کانتربری شاهد کاهش جمعیت و کاهش فعالیت از اواخر قرن سوم به بعد بود، در حالی که دوور در پایان قرن چهارم متروک شده بود.
در سال ۴۱۰ میلادی، هونوریوس امپراتور روم نامه ای به رعایای بریتانیایی خود فرستاد و اعلام کرد که از این پس باید مراقب خود باشند و دیگر نمی توانند برای محافظت از آنها به ارتش امپراتوری تکیه کنند. در سال ۴۱۸ میلادی بسیاری از رومی ها از طریق کنت بریتانیا را ترک کردند و بسیاری از ثروت خود را با خود بردند.

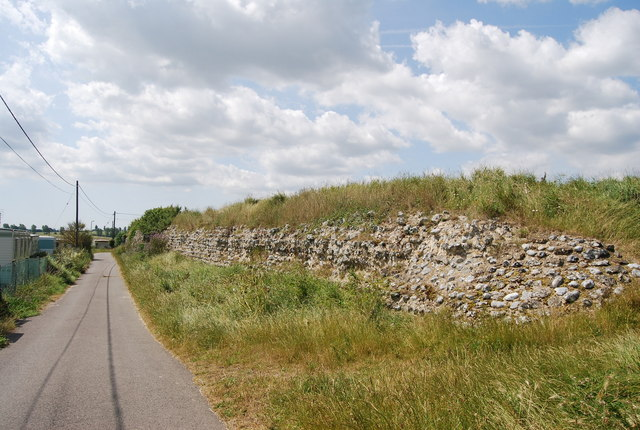
دیوار یک قلعه رومی

## کنت و جوت ها
به گفته مارتین ولش باستان شناس، قرن پنجم شاهد «تغییر بنیادین آنچه بعدا کنت شد، از نظر سیاسی، اجتماعی و از نظر منظر فیزیکی بود» هم سوابق ادبی و هم باستان شناسی مهاجرت اقوام ژرمنی زبانی از شمال اروپا به بریتانیا را در این قرن نشان می دهد.در مورد مقیاس این مهاجرت بحث های زیادی وجود داشته است. برخی آن را مهاجرت دسته جمعی می دانند که در آن تعداد زیادی از مردم ژرمن اروپای شمالی را ترک کردند تا در بریتانیا مستقر شوند و جمعیت بومی بریتانیا را به غرب بریتانیا یا بریتانی سوق دهند. دیگران استدلال کرده‌اند که تنها یک نخبه جنگجوی کوچک وارد شد و بر جمعیت رومی-بریتانیایی تسلط یافت (یا حتی آن ها را به بردگی گرفت) و سپس بومیان شروع به استفاده از زبان انگلیسی باستان و فرهنگ تازه واردان کردند.در حال حاضر، بسیاری از محققان می پذیرند که تنوع منطقه ای قابل توجهی وجود داشته است، به طوری که دیدگاه اول در جنوب و شرق و دومی در شمال و غرب کاربرد بیشتری دارد.در کنت، شواهد باستان شناسی و تاریخی نشان می دهد که مهاجرت گسترده ای از مردم ژرمن در واقع صورت گرفته است.با این حال، برخی از جمعیت رومی-بریتانیایی احتمالاً باقی مانده‌اند، زیرا نام رومی این منطقه بر نام پادشاهی جدید آنگلوساکسون، Cantware ("ساکنان کنت") تأثیر گذاشته است.مهاجرت ژرمن ها به بریتانیا در منابع متنی اواخر دوره آنگلوساکسون، به ویژه در تاریخ کلیسایی مردم انگلیسی ذکر شده است. این منبع بر تاریخ های شفاهی قرن پنجم تکیه دارد.بر اساس روایات «پادشاه بریتانیایی ها» معروف به ورتیگرن، دو رهبر ژرمن ها، هنگیست و هورسا («نریان» و «اسب») را به بریتانیا دعوت کرد تا در برابر مهاجمان پیکت از او دفاع کنند.در سال ۴۵۵ هنگیست و هورسا با ورتیگرن در اگلسترپ (احتمالا آیلسفورد در کنت) جنگیدند که در آن نبرد هورسا کشته شد. هنگیست به عنوان پادشاه جانشین او شد در سال ۴۵۶ میلادی هنگست و اسک در کرکگانفورد (احتمالاً کریفورد) با بریتانیایی‌ها نبرد کردند. سپس بریتانیایی‌ها از کنت به مقصد لندن گریختند.در تاریخ کلیسایی آمده است که مردم کنت و جزیره وایت از تبار ساکنان جوتیش بودند و هورسا در نبرد با بریتانیایی ها کشته شد و اضافه کرده است که جسد او در کنت شرقی به خاک سپرده شد.مع الوصف صحت این روایات زیر سوال رفته است محققان اغلب به هنگیست و هورسا به عنوان شخصیت‌های اساطیری وام گرفته شده از سنت عامیانه برای مشروعیت بخشیدن به حاکمان در دوره آنگلوساکسون می‌نگرند.مردم ژرمن تازه وارد در زمین های کشاورزی پیشرفته رومی-بریتانی ها مستقر شدند.احتمالاً آنها کشاورزی را با دامداری تکمیل می کردند، اما با سواحل و رودخانه های مجاور به احتمال زیاد به ماهیگیری و تجارت نیز می پرداختند.آنگلوساکسون‌ها از سیستم‌های جاده‌ای ماقبل تاریخ و رومی استفاده می‌کردند، به‌طوری‌که ۸۵ درصد گورستان‌ها در ۱.۲ کیلومتری جاده های رومی یا رودخانه های قابل کشتیرانی یا ساحل قرار داشتند و ۱۵ درصد باقی‌مانده نزدیک به مسیرهای باستانی بودند.شواهد باستان‌شناسی کمی از این سکونت‌گاه‌های اولیه وجود دارد، اما یکی از نمونه‌های برجسته، گروبن هاوس در لوور واربانک، کستون است که در بالای محل یک ویلای رومی سابق، در مجاورت مسیر رومی-بریتانیایی در شمال داونز ساخته شده است.سرامیک‌های قرن پنجم نیز در تعدادی از مکان‌های ویلا در اطراف کنت یافت شده است که نشان‌دهنده اشغال مجدد این مکان‌ها در این دوره است.

## توسعه و گسترش به غرب
در قرن ششم، پادشاهی کنت رابطه‌ای با پادشاهی فرانک ها داشت، که نفوذ خود را در شمال غربی اروپا گسترش می‌داد.منابع متنی نشان می دهد که کنت ممکن است برای بخشی از این قرن تحت کنترل فرانک ها بوده باشد.شواهد باستان شناسی آثاری از فرانک ها در این منطقه را نشان می دهد که نشان دهنده تجارت انحصاری کنت با پادشاهی فرانک ها است.آثار باستانی کنتی در قرن ششم در اروپای قاره ای، به ویژه در نواحی شارنت مدرن، نرماندی غربی، راینلند، فریزیا، تورینگن و جنوب اسکاندیناوی یافت شده است.و این نشان می‌دهد که تجارت بین گروه‌های قبیله‌ای یا قومی خاص برقرار بوده است.شواهد باستان شناسی نشان می دهد که در مقطعی در قرن ششم، کنت شرقی، کنت غربی را ضمیمه خود کرده است.در جنوب، ویلد، جنگل انبوهی قرار داشت که برای نخبگان کنتی ارزشی نداشت، و منطقه حاصلخیز غرب پادشاهی را برای فتح جذاب می‌کرد.کنت اولین پادشاهی آنگلوساکسون است که در سال ۵۹۷ میلادی در  تاریخی ظاهر می شود و اتلبرت اولین پادشاه آنگلوساکسون است.در دوران سلطنت اتلبرت، قانون اتلبرت، قدیمی‌ترین متن باقی‌مانده در انگلیسی باستان، تدوین شد.مسیحی شدن انگلستان آنگلوساکسون در کنت و در دوران این پادشاه بود.همسر فرانکی اتلبرت، برتا، قبلاً مسیحی بود و خود اتلبرت نیز چند سال بعد به دین مسیح روی آورد.اسناد مختلف قرن هفتم و هشتم بر این واقعیت صحه می‌گذارند که کنت توسط دو پادشاه اداره می‌شد، یک پادشاه مسلط در شرق و یک تابع در غرب، که احتمالاً منعکس کننده شکاف قبلی است.

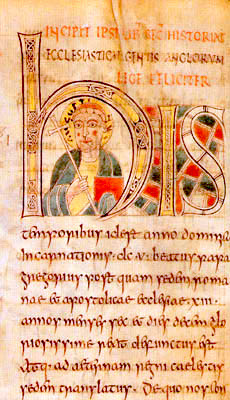
تصویر اولیه احتمالی آگوستین

## کنت آنگلوساکسون میانی و متأخر
در قرن هفتم، قدرت کنت با افزایش قدرت مرسیا و نورثومبریا کاهش یافت.با این حال این پادشاهی چهارمین پادشاهی ثروتمند انگلستان باقی ماند.این دوره برای خانواده سلطنتی کنت دوره ای پرآشوب بود.بین سالهای ۶۶۴ و ۶۶۷ دو پسر عمو، اتلرد و اتلبرت، در تالار سلطنتی ایستری کشته شدند، شاید به این دلیل که تهدیدی برای اکبرت بودند.هلوتر، جانشین اکبرت شد.، او  از سال ۶۷۴ تا ۶۸۶ میلادی و قبل از سرنگونی و کشته شدن توسط یکی از پسران اکبرت، ادریک، که با ساکسون های جنوبی متحد شده بود، حکومت کرد. پس از او ادریک تا سال ۶۸۷ حکومت کرد.در اواخر قرن هفتم، کنت به تدریج تحت تسلط مرسیا قرار گرفت.در سال ۶۷۶ میلادی، پادشاه مرسیا، اتلرد اول، حمله ای را رهبری کرد که بسیاری از کلیساهای کنتی را ویران کرد.کنترل مرسیا بر کنت در دهه‌های بعد افزایش یافت اسنادی وجود دارد که نشان می دهد اتلرد در مورد درآمد جوامع مسیحی داوری می کرد، امری که نشان دهنده کنترل قوی مرسیا بر شرق پادشاهی است.در سال ۶۸۶ کنت توسط وسکس فتح شد.در عرض یک سال، مول، برادر کدوالای در شورش کنتی ها کشته شد و کدوالای وسکس دوباره بازگشت تا پادشاهی را ویران کند. پس از این، کنت در حالت بی نظمی قرار گرفت. مرسیا از یک پادشاه به نام اسوین حمایت کردند، اما به نظر می رسد که او تنها حدود دو سال سلطنت کرد و پس از آن ویترد پادشاه شد. ویترد، معروف به  ویترد قانوگذار، پس از ویرانی ها و آشوب های سال های قبل، کارهای زیادی برای بازگرداندن پادشاهی به روال عادی انجام داد و در سال ۶۹۴ میلادی با پرداخت غرامت قتل مول، با ساکسون های غربی صلح کرد.
سوابق کنت پس از مرگ ویترد در سال ۷۲۵ تکه تکه و مبهم است. به مدت چهل سال، معمولاً دو یا حتی سه پادشاه به طور همزمان حکومت می کردند. این تقسیم ممکن است کنت را به اولین هدف قدرت در حال افزایش مرسیا تبدیل کرده باشد:در اوایل دهه ۷۷۰، به نظر می‌رسد که مرسیا تلاش می‌کرد مستقیماً بر کنت حکومت کند و شورشی در پی آن رخ داد. نبردی در سال۷۷۶ در آتفورد در گرفت، و نتیجه آن ناشناخته است.سوابق سال های بعد نشان می دهد که شورشیان پیروز شدند. به نظر می رسد اگبرت دوم و بعداً الهموند تقریباً یک دهه پس از آن مستقل از مرسیا حکومت کردند. با این حال، این استقلال دوام نیاورد،زیرا مرسیا در سال ۷۸۵ میلادی قدرت خود را بر کنت دوباره برقرار کرد.مراکز مذهبی این دوره اغلب بسیار بزرگتر از سکونتگاه های غیر مذهبی بودند و به منابع و پیوندهای تجاری بسیاری دسترسی داشتند.قرن هفتم شاهد معرفی مجدد سنگ تراشی در انگلستان آنگلوساکسون، عمدتاً برای کلیساها بود.اولین کلیساهای منطقه «گروه کنتی» نامیده می‌شوند و تأثیرات هنر ایتالیایی و فرانکی را در طراحی خود منعکس می‌کنند. نمونه های اولیه عبارتند از کلیسا های سنت پانکراس، سنت مری، و سنت پیتر و سنت پل، همه بخشی از صومعه سنت آگوستین در کانتربری، و همچنین سنت اندروز در روچستر و سنت مری در لیمینج.کانتربری در طول قرن هفتم به مرکز اقتصادی و سیاسی کنت تبدیل شد، همانطور که گودال‌های زباله، فلزکاری، سالن‌های چوبی و ساختمان‌های غرق‌شده در آن دوره نشان می‌دهند.مشخص است که کانتربری و روچستر هر دو ضرابخانه های بزرگی در این دورهداشتند که عمدتاً اسکیت های نقره ای تولید می کردند. این امر نشان می‌دهد که از قرن هفتم به بعد، پادشاهان کنت بر ساختار اقتصادی پادشاهی کنترل داشته اند

## حملات وایکینگ ها
کنت برای اولین بار توسط مهاجمان وایکینگ در اواخر قرن هشتم مورد حمله قرار گرفت.کنت و جنوب شرقی انگلستان به دلیل شهر های ثروتمندش که اغلب در مکان‌های ساحلی در معرض دید قرار داشتند، هدف جذابی بوده‌اند.در سال ۸۰۴ میلادی، راهبه‌های لیمینج برای فرار از مهاجمان به کانتربری پناهنده شدند، و در سال ۸۱۱ میلادی نیروهای کنت برای عقب راندن ارتش وایکینگ مستقر در جزیره شپِی جمع شدند.در سال 811، ثبت شده است که وایکینگ‌ها در ساحل شمالی کنت استحکامات ساختند و ارتش خود را در تانت و شپی در زمستان نگاه داشتند.در این مرحله، کانتربری و روچستر هنوز دیوارهای رومی داشتند که می‌توانستند بازسازی شوند،اما با این وجود توسط وایکینگ‌ها مورد حمله قرار گرفتند: روچستر در سال ۸۴۲، کانتربری در سال ۸۵۱، و روچستر دوباره در سال ۸۸۵، محاصره شدند و توسط آلفرد از محاصره خارج شدند.
در سال ۸۹۲، زمانی که جنوب انگلستان تحت رهبری آلفرد کبیر متحد شد، کنت در آستانه فاجعه قرار داشت.آلفرد گوتروم قدیمی را شکست داده بود و به وایکینگ ها اجازه داده بود تا در شرق آنگلیا و شمال شرق مستقر شوند. با این حال، دانمارکی های دیگری همچنان در حال حرکت بودند. هاستن، یک رهبر جنگجوی بسیار با تجربه، با محاصره پاریس و تصرف بریتانی، نیروهای عظیمی را در شمال فرانسه جمع آوری کرده بود. حدود ۳۵۰ کشتی وایکینگ در سال ۸۹۲ میلادی از بولون به سواحل جنوبی کنت رفتند. بین ۵۰۰۰ تا ۱۰۰۰۰ مرد با خانواده و اسب های خود از خور لیمن (مسیر شرقی-غربی کانال نظامی سلطنتی در رامنی مارش بازسازی شده) بالا آمدند. و به یک قلعه ساکسون در نزدیکی کلیسای سنت رامولد، بونینگتون حمله کرد و همه افراد داخل آن را کشتند.آنها به پیشروی خود ادامه دادند و در سال بعد قلعه ای در اپلدور ساختند. با شنیدن این خبر، دانمارکی ها در شرق آنگلیا و جاهای دیگر علیه آلفرد قیام کردند. آنها از اپلدور به کنت یورش بردند و یک شهرک بزرگ را ویران کردند. آنها بیشتر به داخل خاک انگلستان نفوذ کردند و در نبردهای متعدد با انگلیسی ها شرکت کردند، اما پس از چهار سال تسلیم شدند. برخی به آنگلیا شرقی عقب نشینی کردند و برخی دیگر به عنوان نیاکان نورمن ها که انگلستان را در سال ۱۰۶۶ فتح کردند به شمال فرانسه بازگشتند.ارتش بزرگ وایکینگ‌ها به رهبری تورکل قد بلند، کانتربری را در سال ۱۰۱۱ محاصره کردند، که به غارت شهر و در نهایت قتل اسقف اعظم منتهی شد

## جستار های وابسته
- وایکینگ ها
- آلفرد کبیر
- آگوستین کانتربری